# Dipterocarpus kunstleri
Dipterocarpus kunstleri — вид тропических деревьев из рода Диптерокарпус семейства Диптерокарповые. Высокое вечнозелёное дерево: высота до 50 метров, диаметр до 136 см. Встречается на Калимантане, Суматре, полуострове Малакка и Филиппинских островах. Произрастает в низменных диптерокарповых лесах на высоте до 100 метров над уровнем моря.
Охранный статус вида — CR — виды, находящиеся на грани полного исчезновения.